# Мемфис Тайгерс (клуб по американскому футболу)
Мемфис Тайгерс (англ. Memphis Tigers) — футбольная команда Университета Мемфиса, выступающая в чемпионате NCAA в конференции Атлантического Побережья. С 1965 года домашние игры проводит на стадионе «Либерти боул мемориал-стэдиум», а до этого на стадионе «Крамп-стэдиум». Команда была основана в конце 1912 году. Первоначально у команды не было названия, но после праздничного парада 1914 года, проходившего после финальной игры сезона, команду стали называть «Тайгерс». Вначале это имя использовалось только внутри университета, а городские газеты продолжали называть команду «Нормалс» или «Блу энд Грэй». В конце 1920-х команду стали называть «Тичерс» или «Тьюторс». В конце 1939 года Университет Мемфиса официально дал название команде — «Тайгерс». Цвета команды — синий и серый, как и у университета. Мемфис Тайгерс 6 раз становились чемпионами конференции. Талисманом команды с 1972 года является бенгальский тигр, которого зовут ТОМ (англ. Tigers of Memphis).
Основными соперниками команды в конференции являются «Саутерн Мисс Голден Иглс» и «UAB Блэйзерс». Ранее «Тайгерс» также соперничали с командами «Луисвиль Кардиналс» и «Цинциннати Биэркетс», но в 2005 году эти команды были переведены в конференцию Биг Ист.